# آریاونده
آریاونده (ایرانی باستان: Aryavanda یا آروَنتَ، یونانی باستان: Ἀρυάνδης) اولین ساتراپ مصر در میانه سده ششم و پنجم پ.م و سر آغاز دودمان بیست و هفتم مصر بود.

## حرفه
هنگامی که شاه کمبوجیه، فرعون پسامتیک را در نبرد پلوزیوم شکست داد، مصر به ساتراپی شاهنشاهی هخامنشی تبدیل شد و اندکی بعد آریاونده به عنوان ساتراپ آن منصوب شد. در ۵۲۲ پ.م. ، در پی انتشار خبر مرگ کمبوجیه، مصری‌ها به رهبری فردی بنام پتوباستیس سوم بر علیه حکومت هخامنشی شورش کردند که بر اثر آن آریاونده سرنگون شد. این شورش شخصاً توسط شاه بعدی هخامنشی، داریوش بزرگ و در حین سفرش به مصر در سال ۵۱۸ پ.م. سرکوب شد و آریاونده دوباره به جایگاه خودش بازگشت. او سپس تلاش کرد تا سرزمین لیبی را با تصرف کند.
در حدود سال ۴۹۶ پ.م.، آریاونده از نظر داریوش بی‌اعتبار و برکنار شد، و فرنداتیس جایگزین وی در مصر شد. دلیل این تصمیم ناشناخته است، زیرا هرودوت و بعدها پولیانوس ادعا کردند، که ساتراپ شروع به ضرب سکه‌های نقره (سیگل) به نام خود کرده و آن را در تقابل با دریک طلایی که قبلاً وجود داشت، آریاندی نامید و به این ترتیب پادشاه بزرگ را عصبانی کرد. این داستان در حال حاضر بعید تلقی می‌شود، همچنین به این دلیل که تا به امروز هیچ آریاندی یافت نشده‌است. به نظر می‌رسد به احتمال زیاد نگرانی واقعی داریوش از اعلام استقلال آریاندس برای ساتراپی خود بوده باشد.
آریاونده توسط کمبوجیه به فرمانداری مصر منصوب شده بود، بعدها داریوش او را به دلیل برابری با پادشاه اعدام کرد. آریاونده وقتی فهمید که داریوش قصد دارد بنای یادبودی را بر جای بگذارد که از آنچه پادشاهان دیگر به جا گذاشته بودند بیشتر باشد، وی نیز همین کار را کرد و به خاطر آن مجازات شد. سکه‌هایی که داریوش ضرب کرد از طلای بسیار خالص بود و آریاونده که بر مصر حکومت می‌کرد سکه‌های نقره می‌ساخت و هیچ پول نقره‌ای به اندازه پول آریاونده خالص نبود. وقتی داریوش این را شنید، آریاونده را به خاطر شورش اعدام کرد و نه به خاطر ضرب سکه.— هرودوت، دفتر چهارم تاریخ، ۱۶۶

## برای مطالعهٔ بیشتر
- Milne, J.G. (1936). "The Silver of Aryandes". Journal of Egyptian Archaeology. 24.
- Van Alfen, Peter G. (2005). "Herodotus' "Aryandic" Silver and Bullion Use in Persian-Period Egypt". The American Journal of Numismatics. Second Series. American Numismatic Society. 16–17.

| پیشین: نظام جدید | ساتراپ مصر ۴۹۶–۵۲۶ پیش از میلاد | پسین: فرنداتیس |